# Ivica Vastić
Ivica Vastić est un footballeur international autrichien d'origine croate né le 29 septembre 1969 à Split. Il évolue au poste de milieu offensif ou attaquant. Il est désormais entraîneur de l'équipe des moins de 18 ans du FK Austria Vienne.

## Biographie

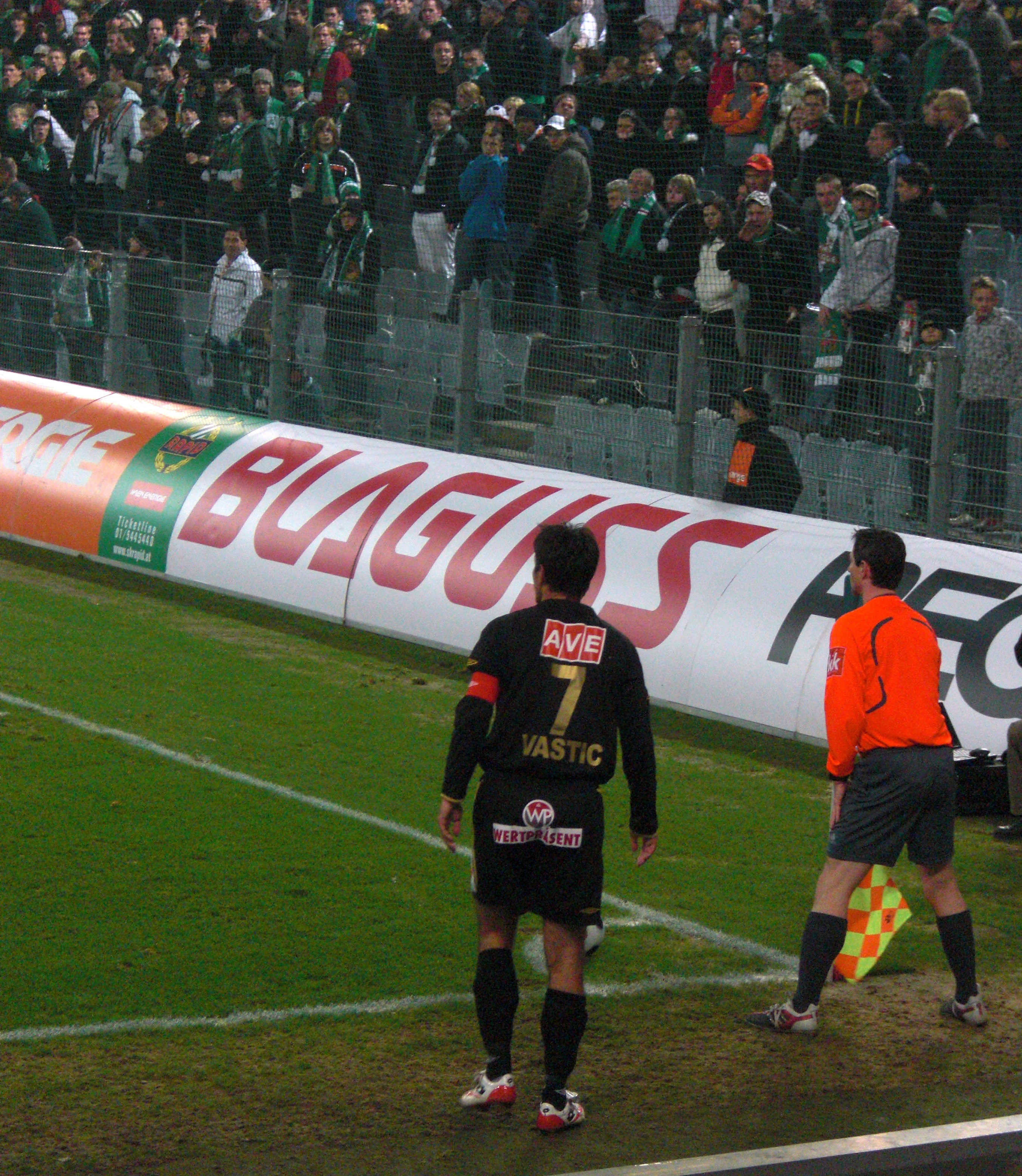
Vastić jouant pour LASK.

Il a participé à la Coupe du monde 1998 avec l'équipe d'Autriche. Il avait d'ailleurs marqué un but d'anthologie contre le Chili sur une frappe enroulée (1-1).
Il a été champion d'Autriche à deux reprises et a remporté la Coupe d'Autriche à quatre reprises.
Contre toute attente, il est appelé en équipe nationale à 38 ans pour disputer l'Euro 2008 à domicile et devient ainsi le joueur le plus âgé de cette compétition.
Encore contre toute attente, il marque le but salvateur et égalisateur à la 93e minute sur penalty contre l'équipe de Pologne (1-1) lors de l'Euro 2008 au stade Ernst Happel de Vienne, ce qui permet aux Autrichiens d'éviter l'élimination, après une défaite initiale (0-1) face à la Croatie. Il devient alors le plus vieux buteur de la compétition en inscrivant un but à 38 ans et 257 jours. Mais l'Autriche sera tout de même éliminée par l'Allemagne lors du dernier match de poules à la suite d'une défaite sur le score de 0-1. 
Il met un terme à sa carrière à la fin de la saison régulière en 2009.

## Carrière joueur
- 1989-1991 : RNK Split  Yougoslavie
- 1991-1992 : First Vienna FC  Autriche
- 1992-1993 : VSE St. Pölten  Autriche
- 1993-1994 : Admira  Autriche
- 1993-1994 : MSV Duisbourg  Allemagne
- 1994-2002 : SK Sturm Graz  Autriche
- 2002-2003 : Nagoya Grampus Eight  Japon
- 2003-2005 : Austria Vienne  Autriche
- 2005-2009 : LASK  Autriche

## Palmarès

### En club
Sturm Graz
- Champion d'Autriche en 1998 et 1999.
- Vainqueur de la Coupe d'Autriche en 1996, 1997 et 1999.
- Vainqueur de la Supercoupe d'Autriche en 1998 et 1999.

 Austria Vienne
- Vainqueur de la Coupe d'Autriche en 2005.
- Vainqueur de la Supercoupe d'Autriche en 2003 et 2004.

### Distinctions personnelles
- 50 sélections (14 buts) en équipe d'Autriche
- Élu meilleur joueur du championnat autrichien en 1995, 1998, 1999 et 2007
- Meilleur buteur du championnat d'Autriche en 1996 (20 buts) et en 2000 (32 buts)

## Carrière d'entraîneur
- 16 juin 2009-30 juin 2010 :  FC Waidhofen/Ybbs
- 1er juillet 2010-21 décembre 2011 :  Austria Vienne (équipe réserve)
- 21 décembre 2011-31 mai 2012[1] :  Austria Vienne
- 2012-2013 :  SV Gaflenz (adjoint)
- 27 mai 2013-20 décembre 2013[2] :  SV Gaflenz
- 20 décembre 2013[2]-2 janvier 2017 :  SV Mattersburg
- 2018-2020 :  Austria Vienne U16
- 2020- :  Austria Vienne U18